# Jean-Antoine Houdon
Jean-Antoine Houdon (Versailles, 1741. március 20. – Párizs, 1828. július 15.) francia klasszicista szobrász. 9 évesen kezdett el szobrászattal foglalkozni. 1761-ben elnyerte a Római Díjat, majd 1769-ig Itáliában tanult. 1771-ben Párizsban állította ki Denis Diderot enciklopédista mellszobrát.